# Computer Space
Computer Space — компьютерная игра в жанре shoot ’em up, выпущенная компанией Nutting Associates в 1971 году для аркадных автоматов. Будучи созданной Ноланом Бушнеллом и Тедом Дабни в партнёрстве под именем Syzygy Engineering, она стала первой аркадной игрой, а также первой коммерчески доступной видеоигрой. Computer Space является производной от компьютерной игры 1962 года Spacewar!, которая, возможно, была первой видеоигрой, распространившейся на несколько компьютеров. В игре представлен управляемый игроком космический корабль, вступивший в бой с парой летающих тарелок, контролируемых компьютером. Цель состоит в том, чтобы за отведённое время сбить как можно больше больше вражеских кораблей. После игры количество очков игрока сравнивалось со «счётом» летающих тарелок, и если игрок набрал больше очков, ему давалось право на дополнительный раунд. Аркадный автомат имеет специальный футуристический корпус из стеклопластика, который разработал Бушнелл.
Бушнелл и Дабни разработали эту игру в 1970-1971 годах как монетную аркадную версию игры Spacewar!. Изначально они искали способ экономично запустить её на мини-компьютере типа Data General Nova, но потом решили заменить центральный компьютер на специально разработанное аппаратное обеспечение, предназначенное только для запуска этой конкретной игры. Пока они работали над ранней концепцией, Бушнелл нашёл изготовителя игры — компанию Nutting Associates. Работая в партнёрстве с Nutting, они завершили игру и провели первые тесты автоматов в августе 1971 года, за несколько месяцев до демонстрации похожего прототипа под названием Galaxy Game, выполненный на основе Spacewar!. Впервые игра Computer Space была продемонстрирована прессе и дистрибьюторам на ежегодной выставке Music Operators of America (MOA) в октябре. Несмотря на неоднозначную реакцию дистрибьюторов, первоначальный интерес к игре был многообещающим. Компания Nutting заказала первую производственную партию из 1500 игровых автоматов, рассчитывая на большой успех.
Игра действительно имела успех, подтвердив веру Бушнелла и Дабни в будущее аркадных игр. К весне 1972 года было продано более 1000 автоматов, а всего — 1500 штук. Однако это был не тот бешеный успех, на который рассчитывала компания Nutting. Игра породила один клон — Star Trek (1972). Компания Nutting также выпустила версию Computer Space для двух игроков без участия Бушнелла и Дабни в 1973 году. Они оба покинули Nutting в июне 1972 года, зарегистрировали свою компанию Syzygy под названием Atari и выпустили аркадную игру Pong (1972), имевшую огромный успех. Выпуск Computer Space ознаменовал конец ранней истории компьютерных игр и начало коммерческой индустрии видеоигр.

## Игровой процесс

Космический корабль игрока (слева) должен сбить две летающие тарелки (справа). На правой стороне отображаются счёт игрока, счёт компьютера и время (сверху вниз)

В Computer Space игрок управляет космическим кораблём, который должен сбивать две летающих тарелки и уклоняться от их огня. Три корабля летают в двухмерной плоскости на фоне звёздного пространства. Снаряды выпускаются по одному, между их запусками есть перезарядка. Корабль игрока постоянно движется вперёд даже без ускорения. При повороте корабля направление его полёта не меняется, вращение происходит с фиксированной скоростью. Летающие тарелки либо синхронно двигаются по экрану зигзагами, держась на одном расстоянии друг от друга, либо зависают на месте. Если корабль или снаряд улетают за границу экрана, они появляются с противоположной стороны, создавая эффект «бесконечного экрана». Пока снаряд находится в полёте, игрок может поворачивать его влево или вправо, поворачивая свой корабль.
Управление осуществляется вращением корабля по/против часовой стрелки, ускорением вперёд и запуском снарядов. Когда снаряд или тарелка попадает в игрока, экран вспыхивает, корабль игрока быстро вращается и исчезает, после чего появляется на том же месте. Если снаряд попадает в летающую тарелку, экран также вспыхивает, а тарелка ненадолго исчезает. Справа на экране отображаются счётчики количества уничтоженных кораблей игрока и вражеских тарелок, а также время текущего раунда. Длительность раунда ограничена и может устанавливаться оператором автомата от 60 до 150 секунд, по умолчанию 90 секунд. Если время заканчивается, а счёт игрока ниже компьютера, игра завершается. Если счёт игрока выше, цвета инвертируются, и начинается новый бесплатный раунд. Игра продолжает бесконечно предлагать новые раунды с инвертированными цветами, пока игрок побеждает. Один раунд стоит 25 центов, или 50 центов, если оператор установил на автомате более высокую плату вопреки рекомендациям из инструкции. При счёте игрока или компьютера выше 9 отображаются искажённые символы. При достижении 16 очков счётчики обнуляются как визуально, так и с точки зрения игрового процесса.
В версии игры для двух игроков был добавлен второй режим, в котором два корабля, управляемые игроками, сражаются друг с другом вместо боя с компьютером. Модифицированная панель управления содержит два комплекта органов управления, причём на некоторых автоматах кнопки передвижения заменены джойстиками.

## Разработка

Аркадные автоматы: 1 для двух игроков (слева) и 3 для одного (справа)

### Предыстория
Нолан Бушнелл, выросший в Юте, в возрасте 15 лет был вынужден взять на себя семейный бетонный бизнес после того, как его отец внезапно скончался. Став главой семьи и заботясь о матери и сёстрах, он управлял компанией, пока не завершил все контракты, а затем устроился на работу в парк развлечений Lagoon Amusement Park. Подработка в Lagoon помогала поддерживать семью во время учёбы в Университете Юты по специальности электротехника. Нолан управлял игровым отделом, где познакомился с электромеханическими аркадными играми, такими как гоночная игра Speedway (1969) от Chicago Coin. Он наблюдал за играющими клиентами, помогал обслуживать технику и изучал принципы её работы, а также разбирался в том, как функционирует игровой бизнес.
Окончив колледж в декабре 1968 года, 26-летний Бушнелл переехал в Калифорнию. После неудачной попытки получить работу в Диснейленде он устроился инженером в компанию Ampex, занимающуюся технологиями звуко- и видеозаписи. Бушнелл познакомился со своим коллегой Тедом Дабни, и они, несмотря на большую разницу в возрасте, быстро нашли общий язык благодаря любви к технике. Тед восхищался способностью Нолана быстро учиться, а Нолан ценил его практические навыки. В своей тесной рабочей комнатке они проводили время, играя в китайскую настольную игру го. Поначалу они играли на дешёвой складной доске, но потом Дабни сделал из подручных материалов красивую резную доску. Когда начальники не видели, парни ставили её на мусорные вёдра, а в другое время незаметно вешали как элемент оформления офиса.
Однажды, играя в го в одном из клубов, Бушнелл познакомился с исследователем Джимом Стейном, который работал в Стэнфордском университете над проектом искусственного интеллекта. От него Бушнелл узнал, что там на компьютере PDP-6 была запущена игра Spacewar!, и сыграл в неё при посещении лаборатории. Когда он впервые увидел Spacewar!, то решил, что аркадная версия этой игры будет очень популярна. Однако высокая цена компьютеров, способных запустить эту игру, делала экономически нецелесообразным создание подобной аркады. Как-то раз в одном из своих инженерных журналов он увидел рекламу относительно недорогого компьютера Data General Nova по цене 3995 долларов (эквивалентно около 30 000 долларов в 2024 году) и вновь задумался об идее аркадной Spacewar!. Он решил, что при такой цене игра могла бы быть экономически рентабельной, если подключить к компьютеру 4 монитора и монетоприёмники для одновременной игры нескольких человек. Бушнелл и Дабни договорились попробовать создать прототип. У Бушнелла был некоторый опыт работы с компьютерами и цифровыми технологиями, но недостаточный для самостоятельной разработки игры. Дабни же обладал большим опытом в области аналоговой и аппаратной инженерии, поскольку ранее разрабатывал схемы обработки и управления видео, а также блоки питания.

### Создание аркаднойSpacewar!
После того, как Бушнелл и Дабни договорились о первоначальной идее, они начали разрабатывать прототип на базе компьютера Data General Nova. За лето они наметили планы по созданию игры, а в октябре 1969 года к ним присоединился программист Ларри Брайан, который также работал в Ampex. Бушнелл и Дабни внесли по 100 долларов на покупку комплектующих в партнёрство, которое Брайан назвал Syzygy, в честь одного астрономического термина. Однако вскоре они столкнулись с трудностями: компьютеру не хватало мощности для одновременного запуска нескольких игр и быстрого обновления изображения на мониторах. Брайан понял это вскоре после начала работы над проектом в августе 1970 года, когда пытался написать код для запуска игр. После этого он покинул проект ещё до официального создания Syzygy, так и не внеся какого-либо вклада. Бушнелл и Дабни продолжали работу над дизайном ещё несколько месяцев. Они попытались снизить нагрузку на компьютер, заменив подпрограммы (например, отображение фона со звёздами) на отдельное специализированное оборудование, но этого оказалось недостаточно. Не помогло даже уменьшение количества мониторов. К концу ноября Бушнелл решил, что проект неосуществим, а, в свою очередь, Дабни прекратил работу над дизайном ещё раньше. Неясно, знали ли они, что Data General демонстрировала более мощную модификацию Nova по цене 8000 долларов с запуском одиночной игры Spacewar! на конференции Fall Joint Computer Conference в декабре 1968 года. Но такое решение было бы слишком дорогим для аркадной игры, которые в то время обычно стоили около 1000 долларов.
Тем не менее, Бушнелл никак не мог выкинуть идею игры из головы. Вскоре Нолан спросил Теда, почему кнопка вертикальной развёртки на телевизоре позволяет двигать изображение вверх-вниз. Тед объяснил, что в аналоговых телевизорах с электронно-лучевой трубкой (ЭЛТ) кнопка вертикальной развёртки регулирует разницу между синхросигналом и временем формирования каждого кадра, управляя положением развёртки электронного луча сверху вниз. Вдруг Нолану пришла мысль использовать схемы управления вертикальной и горизонтальной развёрткой, чтобы вручную отображать и перемещать объекты на экране. Простыми словами, они решили воздействовать напрямую на видеосигнал, управляя вертикальной и горизонтальной развёрткой луча для «рисования» игры аппаратными средствами, а не программным кодом.
Бушнелл и Дабни начали разрабатывать специализированное аппаратное обеспечение для выполнения игровых функций. Тед даже переделал спальню своей дочери Терри в офис для работы. Там он смог модифицировать телевизор, обойдя тюнер каналов и превратив его в монитор. Также он собрал на макетной плате прототип схемы, которая реверсировала функцию построения телевизионного изображения. К январю 1971 года ему удалось создать точку и реализовать её перемещение по экрану. Нолан также написал письмо от 26 января с заказом на шесть компьютеров Data Nova, но так и не отправил его. Под конец января он попытался запустить программу, получившую название Cosmic Combat, на одном из местных Nova, и обнаружил, что они недооценили требования к ресурсам. Даже после удаления некоторых функций компьютер по-прежнему не мог одновременно запустить несколько экземпляров игры. Хотя это и огорчило Бушнелла, он вскоре понял, что Nova можно полностью заменить специализированным аппаратным обеспечением. При этом стоимость построения всей вычислительной системы игры будет намного ниже. Значит, им не нужно было заставлять одну машину запускать несколько экземпляров игры, чтобы окупить затраты. С другой стороны, специализированные схемы уступали в мощности более дорогому компьютеру Nova, поэтому разработчикам пришлось внести изменения в игровом процессе. В оригинальную Spacewar! играли два игрока, сражаясь на истребителях вокруг гравитационного поля звезды. Эти особенности были невозможны на аппаратном обеспечении от Бушнелла и Дабни, так что игра превратилась в одиночную, где игрок сражался против двух контролируемых компьютером кораблей в открытом космосе.
В январе 1971 года Бушнелл и Дабни основали компанию Syzygy Engineering, вложив теперь уже по 250 долларов каждый. Они представили прототип своей игры Ampex и прежнему менеджеру Дабни, но не нашли заинтересованности. Тед и Нолан также предложили присоединиться в компанию бывшему сотруднику Ampex по имени Ирвинг Рот. Он был менеджером, когда Тед работал в военном подразделении Ampex, и многому его научил. Хоть Ирвинг и был ценен для компании, к сожалению, он отказался, поскольку сам недавно ушёл из стартапа, который провалился.

### Работа в Nutting Associates
В феврале 1971 года на приёме у дантиста Бушнелл рассказал о своей игре и поиске производителя. Дантист в свою очередь порекомендовал ему обратиться к другому своему пациенту — Дэйву Ралстину, менеджеру по продажам компании Nutting Associates из Маунтин-Вью, штат Калифорния. Nutting была основана в 1966 году на базе аналоговой викторины Computer Quiz. К 1971 году компания, уже имевшая ряд игр на рынке, продолжала искать новый потенциальный хит, который заменит Computer Quiz, так как викторины теряли популярность. Президент компании Билл Наттинг проявил интерес к идее Нолана, видя в ней возможный ожидаемый хит, но их встреча закончилась без сделки. Тем не менее, у Наттинга были проблемы не только с поиском новой успешной игры, а ещё и с отсутствием собственной инженерной команды и пустующей должностью главного инженера, так как он уволил предыдущего сотрудника Ричарда Болла после того, как тот раскритиковал Билла за слишком большие расходы на своё увлечение — самолёты. Наттинг предложил Бушнеллу занять пустующее место и курировать производство, на что тот позже согласился, начав работу в марте.
Права на игру оставались у Syzygy Engineering, хотя Nutting предоставили им место и ресурсы для создания прототипа, а затем взяли на себя производство игры. Также Syzygy получала 5 % роялти с каждого проданного автомата, несмотря на то, что Бушнелл и Дабни были всего лишь сотрудниками. Когда Бушнелл устроился на работу в Nutting, он также договорился работать над игрой Cosmic Combat после окончания рабочего дня в компании, чтобы разграничить проекты и впоследствии не дать Nutting заявить права на эту игру из-за оплаты рабочего времени или использования ресурсов компании. Это соглашение оказалось выгодным для Бушнелла, тем более что он утверждал о получении бесплатного автомобиля и зарплаты вдвое больше, чем прежде (825 против 1600 долларов).
Дабни не хотел бросать стабильную работу в Ampex, где проработал 10 лет, без веских доказательств успешности их игры. Он продолжал работать над игрой у себя дома: модифицировал схему управления движением точки на экране и заложил основу для отображения корабля, используя диоды. Нолан взял матрицу вращения, имевшую множество ошибок, и начал дорабатывать, внедряя фактическую игровую логику управления кораблём игрока. Этот процесс совместной разработки продолжался некоторое время, пока Тед проектировал новые схемы обработки сигналов, а Нолан интегрировал их в логику игры. На этом этапе Нолан и Тед стали неразлучными друзьями: они проводили всё своё свободное время вместе, либо у Теда дома, где на них с любопытством смотрела Терри, либо вечерами в офисе Nutting. Нолан всегда был готов помочь семье, а жена Теда всегда следила, чтобы они не оставались голодными. Дабни оставался в Ampex до лета, пока не уволился и не присоединился к Бушнеллу в Nutting. Он столкнулся с финансовыми трудностями и колебался, однако Бушнелл впечатлил его своим быстрым и эффективным выполнением работы, что помогло Дабни сделать этот смелый шаг.
После перехода в Nutting Бушнелл взял на себя большую часть инженерной работы над игрой. В эру задолго до появления системы автоматизированного проектирования ему приходилось проводить почти всё рабочее время за чертёжным столом, разрабатывая схемы и макеты. Дабни отмечал, что он консультировал Бушнелла по некоторым вопросам дизайна. Когда Дабни присоединился к Бушнеллу в Nutting, он помог создать сам корпус автомата, включая монетоприёмник, панель управления и блок питания. Также Дабни по просьбе Бушнелла разработал инновационную для того времени звуковую систему, имитирующую характерный шум ракетного двигателя. Для этого использовался диод, генерирующий розовый шум, к которому были подключены усилитель и интегратор.

### Аппаратное обеспечение

Плата памяти Computer Space, отвечающая за обработку изображения

В конечном варианте Computer Space не использует микропроцессор: вся компьютерная система представляет собой конечный автомат на интегральных микросхемах 7400 серии с монохромными графическими элементами, реализованными на диодных матрицах. Бушнелл разработал систему из диодных матриц, поскольку микросхемы постоянного запоминающего устройства (ПЗУ) были очень дорогими в 1971 году. Эти матрицы электронно хранили и отображали форму корабля. Бушнелл использовал 4 таких матрицы для отображения поворота корабля в 16 направлениях — в зависимости от направления движения подавалось напряжение на разные диоды в матрицах, формируя нужный угол поворота корабля. Каждое из четырёх изображений, которые можно было отзеркалить, отражалось один раз по оси X и оси Y. Матрицы были причудливо расположены в форме корабля — это позволяло операторам автомата сразу понимать, какие элементы нужно заменить при поломке. Они также снижали нагрузку при обновлении экрана: вместо полной перерисовки как в Spacewar! каждый элемент обновлялся независимо от других. Сами корабли нарисованы набором точек, а не сплошными линиями — по сути, это были записанные в электронных схемах растровые спрайты, которые считаются ранней формой спрайтовой графики. В корпусе автомата использован чёрно-белый телевизионный экран General Electric диагональю 15 дюймов, специально модифицированный для игры. По примитивному алгоритму Бушнелла вражеские корабли стреляют в тот сектор экрана, где находится корабль игрока, а не по самому кораблю.
Дабни разработал деревянный корпус для первого прототипа. Позже он был заменён на изогнутый футуристический корпус из стеклопластика, дизайн которого разработал Бушнелл из глины на своём кухонном столе. Его изготовлением занялся местный производитель бассейнов и гидромассажных ванн John Hebbler, находившийся неподалеку от Nutting. Панель управления выходила из основного корпуса и содержала четыре кнопки управления. На ней было указано название и логотип компании Nutting Associates, а также надпись «Разработано Syzygy» (англ. Syzygy engineered).

## Выпуск
Пока Syzygy и Nutting готовились к выставке MOA, Бушнелл узнал, что ещё одни инженеры, Билл Питтс и Хью Так, также создавали аркадную версию Spacewar!. В августе 1971 года Бушнелл позвонил Питтсу и Таку, которые работали под названием Mini-Computer Applications, чтобы встретиться и обсудить подходы к запуску Spacewar! на недорогом компьютере. Когда состоялась встреча, Питтс и Так как раз разрабатывали прототип игры Galaxy Game. Хотя это была точная реплика Spacewar!, она работала на внешнем компьютере DEC PDP-11 с дисплеем Hewlett-Packard 1300A, а общая стоимость прототипа составила 20 000 долларов (эквивалентно примерно 150 000 долларов в 2024 году). Команда Syzygy испытала облегчение, но и некоторое разочарование от того, что в Galaxy Game не было применено какого-то инновационного решения, которое Syzygy могли упустить для создания экономически конкурентоспособной аркады. Питтс и Так, наоборот, считали, что Computer Space — это бледная имитация Spacewar!, тогда как Galaxy Game — превосходная адаптация. В итоге они реализовали два прототипа игры, оба демонстрировались в студенческом кампусе Стэнфорда, но так и не выпустили её коммерчески из-за высокой стоимости аркадного автомата.

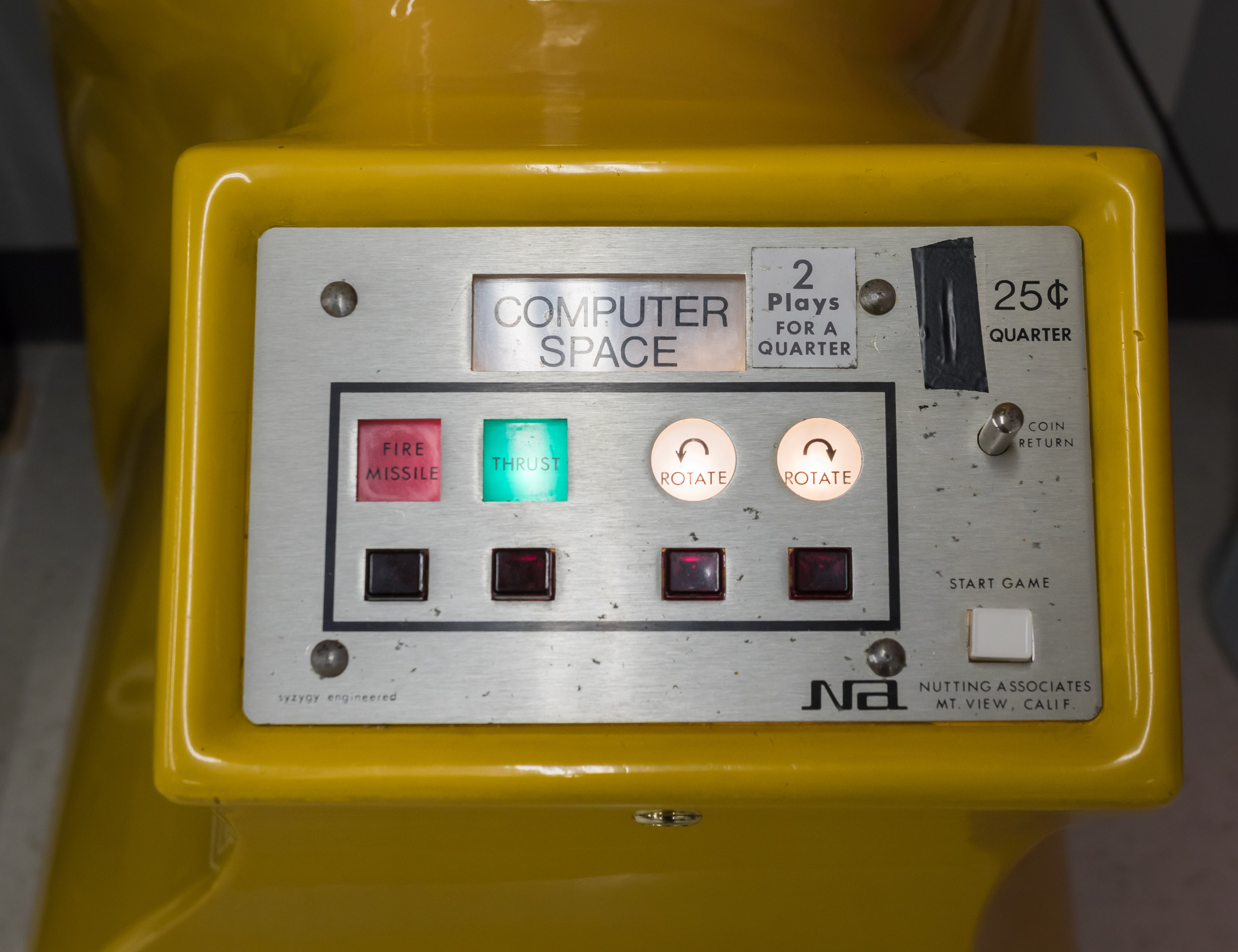
Панель управления Computer Space

К августу 1971 года был готов первый прототип игры, названной Computer Space по аналогии с Computer Quiz, и Syzygy приступила к тестированию. Автомат решено было установить на маршруте Ралстина, который обслуживал монетные автоматы. Сначала он был установлен в баре Dutch Goose рядом со Стэнфордским университетом, где игра получила большой успех. Однако, когда они опробовали игру в других местах на маршруте, например в пиццерии, успех был далеко не таким большим, поскольку среднестатистический посетитель пиццерии был гораздо менее технически подкован, чем студенты или сотрудники университета, посещавшие Dutch Goose. Люди путались в игровых механиках и управлении, поэтому Syzygy поспешила доработать инструкцию к игре, чтобы она стала более понятной. Была предпринята попытка использовать вместо кнопок в качестве управления грубый алюминиевый джойстик, но при тестировании в пиццерии Round Table в Аламиде он развалился в течение нескольких часов и не использовался в серийных моделях. Разработчики Galaxy Game столкнулись с такой же проблемой, но решили её, используя специальные дорогостоящие джойстики военного образца. Тем не менее, Nutting вдохновилась положительной реакцией посетителей бара и поспешила изготовить несколько автоматов для выставки Music Operators of America (MOA) в октябре.
Computer Space дебютировала на выставке MOA, которая прошла в отеле Hilton в Чикаго 15-17 октября 1971 года. На выставке Nutting продемонстрировала четыре автомата в красном, синем, белом и жёлтом цветах, давая понять, что игра уже находится в производстве, хотя на самом деле это были единственные четыре изготовленных на тот момент автомата. Первоначально корпуса были в однотонных цветах, но позже стали использоваться корпуса с глянцевой отделкой. Во время транспортировки корпуса были повреждены, а мониторы выпали. Бушнеллу и Дабни удалось заставить работать три автомата, но четвертый по-прежнему был мёртв. Они развернули его задом наперёд, чтобы «продемонстрировать» его внутреннее устройство. Во время выставки воодушевленный Бушнелл рассказывал о своей игре всем, кто был готов слушать, и некоторым, кто не был. Игра пользовалась популярностью у зрителей, вокруг стенда постоянно толпился народ, а журнал Cash Box назвал её «очень многообещающей» и «очень гламурной». Однако операторы и дистрибьюторы отнеслись к ней скептически, выражая сомнения относительно надёжности автоматов и перспектив игры в Калифорнии, поскольку все знали, что центром индустрии монетных автоматов был Чикаго. А один из посетителей был уверен, что клиенты будут воровать встроенные дисплеи. Билл Наттинг был настолько доволен после выставки, что сводил Нолана полетать на отреставрированном им биплане Waco SRE. Существуют противоречия о том, приняла ли Nutting хотя бы несколько заказов на выставке или нет. Nutting вновь продемонстрировала игру на выставке International Association of Amusement Parks and Attractions (IAAPA) 9-12 ноября и заказала довольно крупную производственную партию, рассчитывая, что с дальнейшим продвижением игры дистрибьюторы изменят своё мнение. Производство игры началось где-то в ноябре или декабре, а полномасштабное производство развернулось в конце января 1972 года.

## Продажи

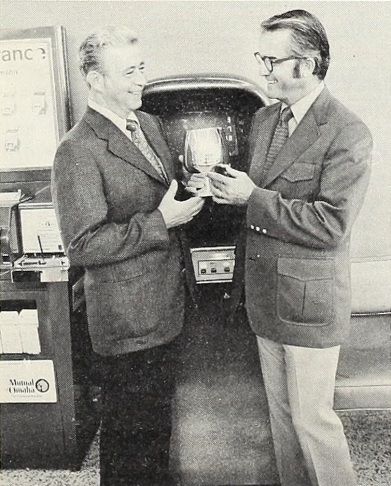
Билл Наттинг (справа) вручает награду «Super Spaceman» Бобу Портале (слева), президенту компании Portale Automatic Sales, за исключительные результаты в продажах Computer Space

Nutting заказала первоначальную производственную партию из 1500 экземпляров Computer Space, что было довольно оптимистично, учитывая, что хитовая аркадная игра того времени продавала около 2000 копий, хотя некоторые игры достигали продаж в 10 000 экземпляров.
Запуск игры и её начальное продвижение оказались для Nutting ещё более сложной задачей, чем её создание. Поначалу они с трудом находили покупателей. Дэйв Ралстин, менеджер по продажам компании, в качестве рекламного трюка подарил первые пять экземпляров пяти крупнейшим дистрибьюторам. Со временем игра начала продаваться. Данные о продажах Computer Space очень туманны. Согласно Голдбергу и Венделю, к весне 1972 года Ралстин смог продать около 1000 штук, но его деловитые усилия привели лишь к его увольнению, когда Билл Наттинг решил, что не нужно платить комиссию кому-то за то, что он может сделать сам. Наттинг смог продать ещё около 500 штук, сообщив, что некоторые из них ему пришлось «продавать силой». Другие источники оценивают общие продажи в диапазоне от 500 до 2200 штук.

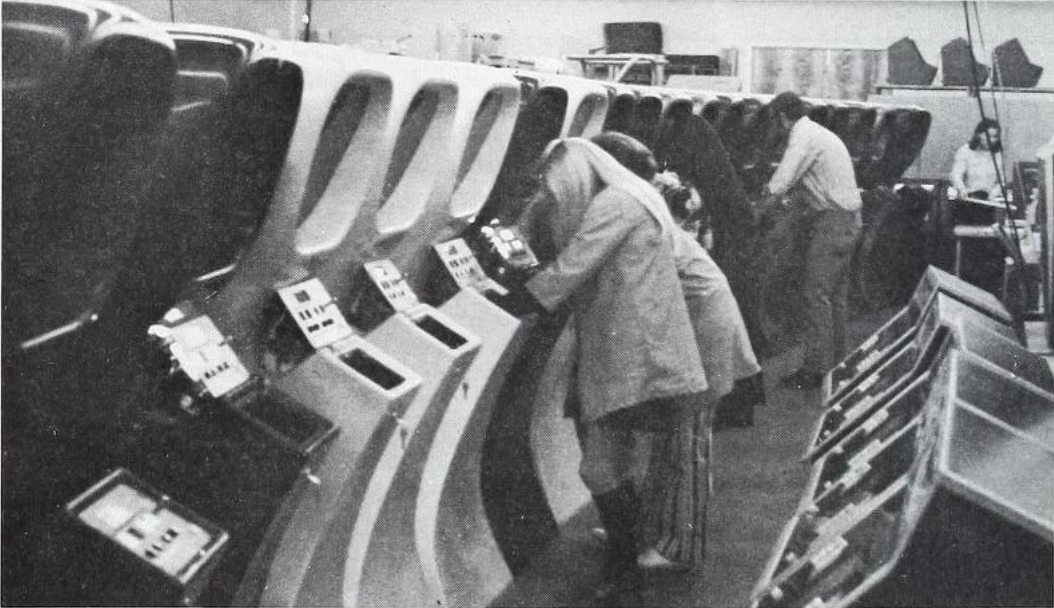
Автоматы Computer Space на сборочной линии проходят заключительные испытания

Многие считают Computer Space грандиозным провалом, однако это утверждение немного преувеличенно. В феврале 1972 года журнал Cash Box отметил, что Nutting сообщили о «наращивании производства, чтобы удовлетворить значительный спрос на свой новый аппарат Computer Space», а Дэйв Ралстин сказал, что доходы от игры «вполне могут стать рекордом для отрасли». В майском выпуске Vending Times упомянули, что Nutting запустила вторую рабочую смену на своём заводе, чтобы удовлетворить спрос на игру. Игра отмечалась как «топовый продукт» в компании Portale Automatic Sales. Она также имела успех в ресторане Andy Capp’s Tavern в Саннивейле и даже попала в популярные СМИ. Брэд Фреггер, который известен своей работой в качестве продюсера в Activision, ранее работал техником по обслуживанию в Nutting Associates. Фреггер вспоминает, что Computer Space была настолько популярной, что часто бывали моменты, когда кассета застревала, полностью забитая монетами. Он считает, что коммерческий успех игры ограничило увлечение Билла Наттинга религиозной деятельностью, из-за которой он меньше уделял внимания бизнесу и развитию компании, а не какая-либо непринятость со стороны играющей публики.
Хотя в некотором смысле это был коммерческий успех, принёсший более 1,5 миллиона долларов (эквивалент около 11 миллионов долларов в 2024 году), для Nutting этот результат оказался разочарованием. Компания надеялась на успех, аналогичный Computer Quiz. Во время выставки MOA в 1971 году в брошюрах была заявлена цена чуть меньше 2000 долларов. По словам Бушнелла, они продавали игру за 1295 или 1195 долларов, а позднее снизили цену до 950 долларов, что также подтверждается рекламой из журнала Cash Box. Если предположить, что Nutting продала примерно 1500 копий игры по оптовой цене в диапазоне от 900 до 1300 долларов, и учитывая, что Бушнелл и Дабни получали 5 % роялти от продаж дистрибьюторам (обычно дистрибьюторы добавляли около 30 % к оптовой цене), их доля в выручке составила бы от 75 000 до 100 000 долларов.

## Приём
Реакция дистрибьюторов на игру была смешанной. Некоторые были в восторге от игры, другие считали её запутанной и полагали, что это не более чем мимолётная мода, в лучшем случае. Относительная неудача игры объяснялась сложностью управления и крутой кривой обучаемости, которые отталкивали клиентов, привыкших к менее сложным играм. Бушнелл отметил, что места, где игра хорошо продавалась, например, бар Dutch Goose, как правило, располагались рядом с университетскими кампусами. Общий же рынок игровых автоматов находился в рабочих барах, где посетители были менее заинтересованы в понимании сложной игры. В документальном фильме Video Game Invasion: The History of a Global Obsession Бушнелл пояснил: «Конечно, она мне нравилась, и всем моим друзьям тоже, но все мои друзья были инженерами. Для парня с кружкой пива в баре она была слишком сложной». Бушнелл также заявил, что часть сложности заключалась в новизне игры; по его словам, через несколько лет элементы управления и игровой процесс были бы более понятными для игроков, которые к тому времени успели бы увидеть другие видеоигры. И наоборот, Бушнелл и Дабни говорили, что новизна игры была также частью её привлекательности для игроков — для большинства людей это был первый опыт, когда они видели, как человек управляет изображением на экране телевизора, а не просто смотрит трансляцию с удалённой телестудии.
Хотя игра и не оправдала высоких надежд Nutting, её успех был достаточным, чтобы Nutting выпустила версию игры для двух игроков в июле 1973 года, созданную Стивом Бристоу, с зелёным стеклопластиковым корпусом. Первоначально дизайн был заказан Бушнеллу, но его проект либо не был завершён, либо не использовался. Бушнелл и Дабни больше не работали над игрой, и она не имела такого большого успеха. Хотя самые успешные аркадные игры того времени обычно порождали десятки подражаний, известен только один клон Computer Space, выпущенный в 1972 году компанией For-Play Manufacturers под названием Star Trek. Специально изготовленный белый автомат Computer Space появился в фильме 1973 года «Зелёный сойлент» как футуристическое развлекательное устройство, что ознаменовало первое появление видеоигры в кинофильме.
В июне 1972 года Бушнелл и Дабни уволились из Nutting Associates после того, как Бушнелл не смог убедить Nutting отдать ему 33 % доли в компании, и основали Syzygy Engineering, которую в итоге назвали Atari из-за существования другой компании с похожим названием. Позже Бушнелл заявил, что успех Computer Space вдохновил его на идеи будущих игр, поскольку он никогда раньше не создавал ничего, что принесло бы столько денег, а также почувствовал, что опыт в Nutting дал ему уверенность в управлении собственной компанией, потому что «он не может всё испортить больше, чем они». Nutting Associates больше не выпускала Computer Space и закрылась в 1976 году. Энтузиазм Бушнелла вскоре оправдался, поскольку первая игра Atari Pong имела значительно больший успех, чем Computer Space. Хотя Computer Space не была так влиятельна, как Pong, но как первая аркадная видеоигра она оказала сильное влияние на будущий дизайн видеоигр. Например, она использовала терминологию и дизайн механических аркадных игр, а также предоставила шаблон для преобразования игр, ранее разрабатывавшихся и использовавшихся на научных мейнфреймах, в коммерческий продукт для широкой аудитории. Она напрямую вдохновила несколько видеоигр и геймдизайнеров, таких как Стив Бристоу, который придумал игру Tank (1974), чтобы исправить недостатки игры, заменив сложные космические корабли на более управляемые танки, а также Джерри Лоусона, разработчика домашней приставки Fairchild Channel F. Она также повлияла на Ларри Розенталя, который частично вдохновился на создание векторной графики в Space Wars (1977) из-за своей неприязни к упрощению Computer Space по сравнению с Spacewar!, и Эда Логга, который объединил управление и движение в этой игре с элементами Space Invaders (1978), чтобы сделать Asteroids (1979). Выход Computer Space ознаменовал конец ранней истории компьютерных игр и начало коммерческой индустрии видеоигр.

### Комментарии
1. ↑  Бушнелл утверждал, что впервые увидел Spacewar!, будучи студентом Университета Юты, на мейнфрейме — в разных историях называются разные компьютеры. Однако он окончил университет в декабре 1968 года, и до 1969 года ни один компьютер, способный запустить эту игру, не был доступен в том университете никому, кроме исследователей. Многие современники заявляли, что никогда не видели там запуска Spacewar! ни на одном компьютере в то время. Дабни утверждал, что Бушнелл впервые увидел Spacewar! только в 1969 году в Стэнфорде, и возможно даже позже — в 1970 году[1][4][7][8].
2. ↑  Многие источники утверждают, что визит Бушнелла к дантисту был в феврале 1970 года[2][4], однако это слишком рано, учитывая, что Бушнелл в январе 1971 года вёл переговоры с Data General о покупке нескольких мини-компьютеров Nova. Февраль 1971 года кажется более вероятной датой, хотя и это может быть немного рано.
3. ↑  Некоторые источники утверждают, что Syzygy также внесла корректировки в игру, чтобы уменьшить путаницу игроков, но неясно, какие именно изменения, если таковые были, они внесли[4]. Также неясно, какие конкретные проблемы были выявлены в ходе тестирования, в отличие от проблем после выпуска игры. Вероятно, трудности, о которых сообщал Бушнелл и другие источники, связанные с тем, что новички в видеоиграх находили игру сложной для понимания, присутствовали и тогда[1][6].
4. ↑  Дата выпуска в ноябре 1971 года упоминается в большинстве источников об истории игры. Кроме того, в номере от 27 ноября 1971 года журнала Cash Box Nutting опубликовали рекламу Computer Space, в которой утверждалось, что она «доступна уже сейчас у вашего дистрибьютора»[14]. Однако в выпуске от 4 декабря была опубликована статья, анонсирующая выход игры и отмечающая, что она только «готовится к выпуску в США»[15]. Нолан Бушнелл в 1974 году сказал, что, по его мнению, первый экземпляр был продан в конце декабря 1971 или начале января 1972, но был не уверен.
5. ↑  Практически все источники называют цифру в 1500 единиц, в том числе и сам Билл Наттинг[16]. Некоторые приводят значение 2000[17], а Бушнелл сказал, что, по его мнению, автоматов могло быть до 2200.
6. ↑  Сам Бушнелл в своём показании 1976 года сказал, что, по его мнению, было продано 1300-1500 штук[1]. В 1982 году Нолан сказал, что они продали около 2000. Он также называл цифру 2200 в других источниках.